# Quirijn Maurits Rudolph Ver Huell
Quirijn Maurits Rudolph Ver Huell (ook Verhuell of VerHuell, Zutphen 11 september 1787 - Arnhem 10 mei 1860) was een Nederlands marine-officier, schrijver, schilder, aquarellist en entomoloog.

## Levensloop
Hij ging in dienst bij de marine en klom in Franse en later in Nederlandse dienst van rang tot rang op. Onder zijn oom Carel Hendrik Ver Huell streed hij tegen de Engelsen. Hij ontving kort na zijn aanstelling de Militaire Willems-Orde 3de klasse, voor zijn "gehouden gedrag gedurende den veldtogt tegen de opstandelingen in de Molukken". 
In 1839 werd hij directeur en commandant van de Marine in het hoofddepartement van de Maas. Van 1834 tot 1850 was hij directeur der Marine te Rotterdam. Na die tijd leefde hij ambteloos te Arnhem, waar hij op 10 mei 1860 overleed. Hij trouwde in 1821 jkvr. Christina Louisa Johanna Hester de Vaynes van Brakell (1796-1863), aquarelliste, lid van de familie De Vaynes van Brakell. De tekenaar Alexander Ver Huell is hun zoon.

## Publicaties
- Mijne herinneringen aan eene reis naar Oost-Indië (2 dln, Rotterdam 1836, heruitgegeven in de Werken van de Linschoten-Vereeniging deel 107, Zutphen 2008)
- Levensherinneringen, 1787-1812
- Christina Martha : Oosters romantisch historisch tafereel, 1837, 2013
- Verslag van eenen kruistogt : volvoerd in den jare 1836, met Z.M. Fregat Diana, onder de bevelen van den Kapitein ter Zee A. Anemaet, in den Oosterschen Archipel, bewesten het Eiland Nieuw-Guinea, zonder plaats, 1840
- De leidsman op het pad der eer, Rotterdam 1840
- Mijn eerste zeereizen, Rotterdam 1842
- Handboek voor liefhebbers en verzamelaars van vlinders, Rotterdam 1842
- met Friedrich Anton Wilhelm Miquel: Illustrationes piperacearum, Serie: Nova acta Academiae Caesareae Leopoldino-Carolinae Germanicae Naturae Curiosorum, Bd. 21, 1844
- met Friedrich Anton Wilhelm Miquel: Stirpes Surinamenses selectae, Lugduni Batavorum [Leiden] : Apud Arnz. & Soc., 1850 [i.e. 1851], Serie:Natuurkundige verhandelingen van de Hollandsche Maatschappij der Wetenschappen te Haarlem, 2 Verzameling, 7e d.
- Het leven en karakter van Carel Hendrik graaf Ver Huell. Uit nagelaten aanteekeningen en andere authentieke stukken beschreven (2 dln, Amsterdam 1874).

Verder schreef hij nog onder meer stukken in het Album der Natuur en het Tijdschrift aan het zeewezen gewijd.